# Plafondstuk

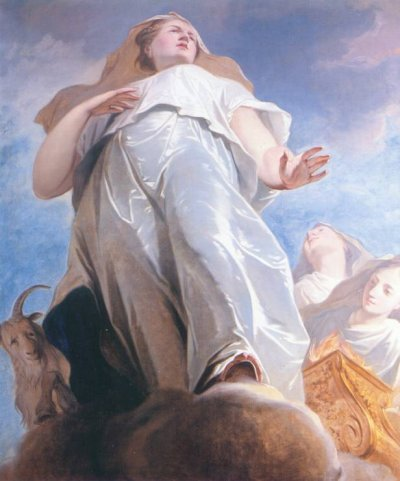
Plafondstuk van Jacob de Wit
Herengracht 366, Amsterdam

Een plafondstuk is een plafondschildering aangebracht op doek. Een vroeg voorbeeld is te vinden in de plafondschilderingen van Jacob de Wit (1691-1756) in Herengracht 366 te Amsterdam. Deze stammen uit 1718. 
Deze beschilderingen zijn aangebracht in de vakken van een cassetteplafond. In de 18e eeuw wordt het al spoedig gebruikelijk een plafondstuk aan te brengen in een stucplafond. 
Bij plafondstukken moet de schilder er rekening mee houden dat de toeschouwer vanaf beneden kijkt. Het perspectief van een plafondstuk is daarom bijzonder. Men kijkt omhoog naar pilaren, ziet engeltjes vanaf wolken naar beneden kijken. Bij afbeelding van een mens zijn vooral de benen lang en breed, de romp en het hoofd relatief klein.
Het doel van zo'n schildering is door een blik in het luchtruim de illusie van ruimte in een kamer of zaal te vergroten.

## 17e eeuw
Tot in de 17e eeuw was het gebruikelijk beschilderingen op balken en planken aan te brengen. Grote classicistische beschilderingen komen voor na 1640, onder invloed van het Hollands classicisme van Jacob van Campen. Een belangrijk voorbeeld is te vinden in het Trippenhuis in Amsterdam, waar zich een cassetteplafond bevindt waarin de vakken gevuld zijn met beschilderingen van Nicolaas de Heldt Stockade  (1614-1669).

## 18e eeuw
In de 18e eeuw ging men onder invloed van de barokke Lodewijk XIV-stijl de structuur van het huis aan het zicht onttrekken: de balken en planken verdwenen achter een verlaagd plafond, soms van hout, meestal van stucwerk. In de mooiste kamer van het huis, doorgaans de zaal op de hoofdverdieping van het achterhuis, werd aan het plafond een schilderdoek bevestigd, meestal met een wolkenlucht met daarop goden en putti. We spreken dan van een plafondstuk of zolderstuk. Heel soms wordt een dergelijke beschildering rechtstreeks op het hout of stucwerk aangebracht, maar meestal is sprake van een op doek aangebrachte schildering. 
De ontwikkeling van het plafondstuk komt in Amsterdam tot bloei met de schilderingen van Jacob de Wit (1695-1754) en Anthony Elliger (1701-1781). De Venetiaan Gianantonio Pellegrini (geb. 1675) maakte in de jaren 1717/18 een groot plafondstuk met Bacchus en Ariadne voor het pand Herengracht 539. Behalve van deze drie schilders zijn er nog andere andere plafondstukken in Amsterdam bewaard gebleven, waarvan de maker onbekend is. De Haagse schilder Theodoor van der Schuer maakte plafondstukken onder andere voor het Binnenhof en de Trêveszaal in Den Haag. De Luikse schilder Edmond Plumier maakt enkele plafondstukken voor het Stadhuis van Maastricht.

## Bron
De tekst op deze pagina of een eerdere versie daarvan is overgenomen van verschillende pagina's van de website van het Bureau Monumentenzorg Amsterdam, https://web.archive.org/web/20070807022721/http://www.bmz.amsterdam.nl/